# Vorposten in Wildwest
Vorposten in Wildwest ist ein US-amerikanischer Western aus dem Jahr 1950 von Robert Wise. Der Film wurde von 20th Century Fox produziert.

## Handlung
Im Herbst 1864, während des Amerikanischen Bürgerkrieges, leitet Captain Mark Bradford ein Gefangenenlager in Illinois. Er stellt den konföderierten Gefangenen die Freiheit in Aussicht, wenn sie als Soldaten der Union die Grenzen gegen Indianerüberfälle sichern. Da ein Gefangenenaustausch in der nächsten Zeit nicht geplant ist, geht Colonel Clay Tucker auf das Angebot ein. Eine Abstimmung unter seinen Männern ergibt, dass seine Leute mitmachen.
Tucker wird zum 2nd Lieutenant degradiert und nach Fort Thorn in New Mexico abkommandiert, wo seine Truppe in das 3. Kavallerie-Regiment integriert werden soll. Fort Thorn wird von Major Henry Kenniston kommandiert. Er hasst die Konföderierten, zudem wurde er wegen einer Verletzung, die er in seiner ersten Schlacht erlitten hat, auf den Außenposten versetzt.
Beim Abendessen offenbart Tucker, dass er an der Schlacht bei Chancellorsville teilgenommen hat, ausgerechnet die Schlacht, in der Kennistons Bruder fiel. Elena, seine Schwägerin, bricht in Tränen aus. Bradford ist überrascht, Elena im Fort anzutreffen. Seit Elenas Hochzeit ist er in sie verliebt. Ihr Schwager hat sie nach Fort Thorn bringen lassen, damit sie von hier aus zu ihren Verwandten nach Monterey reisen kann. Seit sechs Monaten ist sie im Fort, da ihr Schwager, der Gefühle für sie hegt, keine Eskorte für die Reise abkommandieren kann.
Als die Konföderierten einen Trupp Indianer bis zu einem Gebirgspass verfolgen, wird ihnen von Kenniston Rückzug befohlen. Kenniston wirft Tucker vor, seinen Trupp fast in einen indianischen Hinterhalt geführt zu haben. Tuckers Männer folgen Kennistons Befehl und richten zwei Männer hin, die Waffen und Alkohol an die Indianer verkauft haben. Es stellt sich heraus, dass die Männer konföderierte Agenten waren, was Tucker und seine Männer dazu bringt, desertieren zu wollen. Ihnen wurde versprochen, nicht gegen die eigenen Leute vorgehen zu müssen.
Kenniston rechnet mit der Desertation. Deshalb schickt er Tuckers Truppe als Eskorte für einen Treck nach Westen. Kenniston streicht Elenas Namen von der Passagierliste, doch die hat sich in einem der Wagen versteckt. Während der Reise entdeckt Tucker Elena, lässt sie aber weiterhin mitfahren. Der Treck begegnet dem Händler Ephraim Strong, der ein konföderierter Agent ist. Er plant, Texas mit Kalifornien zu verbinden, damit das kalifornische Gold den Konföderierten zugutekommt. Strong überzeugt Tucker, nicht zu desertieren, sondern vielmehr nach Fort Thorn zurückzukehren, das das letzte Hindernis zwischen Texas und Tucson in Arizona darstellt. Auch wenn Tucker Elena zurückgebracht hat, traut ihm Kenniston nicht. Als verdächtige Trecks gesichtet werden, werden andere Soldaten auf Patrouille geschickt. Tuckers Truppe verbleibt im Fort.
Der Sohn des Kiowahäuptlings Satank wird gefangen genommen. Satank kommt mit seinen Kriegern zum Fort und fordert die Freilassung seines Sohnes. Kenniston befiehlt daraufhin dessen Erschießung. Die Indianer ziehen ab. Tucker wird befohlen, mit seiner Truppe einen Treck nach Kalifornien zu eskortieren. Tucker übernimmt das Kommando von Bradford, mit dem er sich angefreundet hat. Als er Nachricht erhält, dass die Kiowas das Fort belagern, kehren die Konföderierten um. Es kommt zu einer Schlacht, bei der Bradford verwundet und von Tucker gerettet wird.
Die Kämpfe werden in der Dunkelheit beendet. Tucker entschuldigt sich bei Elena, die Verwundete versorgt, sie ins Fort zurückgebracht zu haben. Mit einem Pfeil überbringen die Kiowas ihre Forderung. Sie wollen das Leben eines Offiziers als Rache für den Tod des Häuptlingssohnes, dafür werden alle anderen Leben geschont. Kenniston opfert sich und geht alleine ins Lager der Indianer. Mit Grauen hören die Soldaten in der Nacht Kennistons Schreie, der zu Tode gefoltert wird.
Tucker übernimmt das Kommando und lässt am nächsten Morgen, als die Kiowas abgezogen sind, Kennistons Leiche bergen. Ein Kurier überbringt die Nachricht, dass General Sherman seinen Marsch zum Meer vollendet und Savannah umzingelt habe. Die Unionssoldaten brechen in Jubel aus und singen The Battle Hymn of the Republic. Die Konföderierten kontern mit Dixie. Das baldige Kriegsende bedeutet für Tucker, dass es für ihn kein Zuhause mehr gebe. Elena tröstet ihn und fragt ihn, ob er ihr helfe, ihr Haus im Fort wieder aufzubauen.

## Produktion
Gedreht wurde der Film von Mitte April bis Ende Mai 1950 in San Ildefonso Pueblo in New Mexico. Weitere Aufnahmen entstanden auf der Shipman Ranch bei Black Mesa.
San Ildefonso Pueblo wird von Indianern vom Stamm der Tewa bewohnt. Das Filmteam versprach, während ihres Aufenthaltes nicht in die Nähe des Kiva zu kommen, ein unterirdischer Versammlungsort. Auch der Friedhof und heilige Schreine waren für das Team tabu.

## Stab und Besetzung
Lyle R. Wheeler und Chester Gore waren die Filmarchitekten, Thomas Little und Fred J. Rode die Szenenbildner. Edward Stevenson war für die Kostüme verantwortlich, Harry M. Leonard und Alfred Bruzlin für den Ton sowie Fred Sersen für die Spezialeffekte. Alfred Newman war der musikalische Direktor.
In kleinen, nicht im Abspann erwähnten, Nebenrollen traten Robert Adler und Marjorie Bennett auf.

## Synchronisation
| Rolle           | Schauspieler   | Deutscher Synchronsprecher |
| --------------- | -------------- | -------------------------- |
| Col. Tucker     | Joseph Cotten  | Siegfried Schürenberg      |
| Elena Kenniston | Linda Darnell  | Christine Mylius           |
| Major Kenniston | Jeff Chandler  | Ernst Fritz Fürbringer     |
| Cpt. Bradford   | Cornel Wilde   | Wolfgang Preiss            |
| Sgt. Duey       | Jay C. Flippen | Gerhard Geisler            |

## Veröffentlichung
Die Premiere des Films fand am 12. Oktober 1950 in New York statt. In der Bundesrepublik Deutschland kam er am 12. September 1952 in die Kinos, in Österreich im Dezember 1952.

## Kritiken
Das Lexikon des internationalen Films schrieb: „Inszenatorisch und darstellerisch überdurchschnittlicher, hervorragend fotografierter Western, der sich aus einem psychologisch glaubwürdigen Gewissenskonflikt konsequent entwickelt.“